# Ben Cooper
Benjamin Nicolas Cooper (nacido el 10 de febrero de 1992) es un jugador de críquet australiano-holandés.

## Carrera internacional
En septiembre de 2019, Cooper fue incluido en el equipo holandés para el torneo clasificatorio de la Copa del Mundo ICC T20 2019 en los Emiratos Árabes Unidos. En abril de 2020, fue uno de los diecisiete jugadores de críquet holandeses que fueron nombrados en el equipo senior.